# Ankylocythere hobbsi
Ankylocythere hobbsi är en kräftdjursart som först beskrevs av Clarence Clayton Hoff 1944.  Ankylocythere hobbsi ingår i släktet Ankylocythere och familjen Entocytheridae. Inga underarter finns listade i Catalogue of Life.